# John Casey (Chuck)
Pour les articles homonymes, voir John Casey et Casey.
Major puis Colonel John Casey (né Alexander Coburn) est un personnage de fiction de la série télévisée américaine Chuck, interprété par Adam Baldwin. Agent de la NSA, il est partenaire avec l'agent de la CIA Sarah Walker, chargé de la protection de Chuck Bartowski.

## Biographie
Pratiquement rien n'est connu de la vie familiale de Casey, si ce n'est que sa mère est toujours en vie et qu'il a conservé un lien avec elle. Il a également été choriste et chante parfaitement.
Il a commencé son programme d'entraînement en vue de devenir agent de la NSA à l'âge de 23 ans. Il a eu l'occasion de piloter un Northrop B-2 Spirit et montre un vif intérêt pour l'aviation des États-Unis. Il possède le grade de major puis a été promu colonel par le général Beckman pour la réussite de sa mission de protection.
Alors qu'il était en mission en Tchétchénie, il tombe amoureux d'une photographe d’Associated Press, Ilsa Trinchina, qui trouve la mort dans un attentat à la bombe. Il est révélé plus tard qu'Ilsa Trinchina n'est pas morte et qu'elle était une agent en mission de la DGSE.
Lors d'une mission, Casey se retrouve confronté et doit se battre contre son ancien maitre d'art martiaux (son senseï).
Dans le dixième épisode de la troisième saison, il est renvoyé à l'état civil. Cependant, lors du treizième épisode (Chuck contre l'autre), il est réintégré au sein de l’Opération Bartowski avec la condition de retrouver le même poste (soit celui de colonel) et d'intégrer Morgan Grimes au sein de l'équipe.
Vers la fin de la troisième saison, Casey découvre qu'il a eu une fille, Alex McHugh, fruit de son union avec son ex-fiancée Kathleen McHugh, avant de se faire passer pour mort afin d'entrer dans une unité spéciale et de prendre le nom de John Casey. Elle fera partie intégrante de sa vie après cette rencontre, ce qui ne va pas toujours plaire à Casey, surtout qu'elle va se rapprocher de Morgan Grimes et va même entretenir une relation amoureuse avec lui.
Dans la quatrième saison, Casey commence à se sentir un peu à part, depuis que Chuck et Sarah sont en couple. Il commence alors à participer à des missions secrètes avec une autre équipe, avant d'y mettre fin.

## Anecdotes
Casey porte le même nom de famille que William Casey, directeur de la CIA entre 1981 et 1987, et qui fut également un ami du Président Ronald Reagan. Il a également un énorme respect envers Ronald Reagan.